# Astroscopus zephyreus
Astroscopus zephyreus is een  straalvinnige vissensoort uit de familie van sterrenkijkers (Uranoscopidae). De wetenschappelijke naam van de soort is voor het eerst geldig gepubliceerd in 1897 door Gilbert & Starks.
De soort staat op de Rode Lijst van de IUCN als niet bedreigd, beoordelingsjaar 2008.